# Moriz Winternitz
Moriz Winternitz (23. prosince 1863 – 9. ledna 1937) byl rakouský indolog a etnograf působící v Praze. Studoval zejména indickou literaturu, védy, džinismus a buddhismus.
Narodil se v židovské rodině v rakouském Hornu. Na Vídeňské univerzitě vystudoval klasickou filologii, srovnávací a indickou filologii, etnografii a archeologii. Roku 1886 si udělal doktorát, když obhájil práci o staroindických svatebních obřadech. V roce 1888 odjel na Oxfordskou univerzitu, kde se stal asistentem Maxe Müllera. V roce 1895 byl jmenován knihovníkem v oxfordském Indickém ústavu. V roce 1899 odešel do Prahy, s níž spojil zbytek svého života, ačkoli se nikdy nenaučil česky. Získal post soukromého docenta indologie a etnologie na německé části Karlovy univerzity. V roce 1902 byl jmenován mimořádným profesorem, v roce 1911 řádným. Navíc od toho roku vedl katedru srovnávacího jazykozpytu. Roku 1921 se stal děkanem Filozofické fakulty. Spoluzakládal Orientální ústav v Praze. V roce 1922 krátce působil na Thákurově univerzitě Višvabháratí v Šántiniketanu. Jeho hlavním dílem byla kniha Geschichte der indischen Literatur (Dějiny indické literatury). Zemřel v Praze.